# Clausicella turmalis
Clausicella turmalis là một loài ruồi trong họ Tachinidae. Chúng thường được tìm thấy ở Bắc Mỹ.